# 阿曼弧犁头鳐
阿曼弧犁頭鰩（學名：Acroteriobatus omanensis），又稱阿曼犁頭鰩、阿曼琵琶鱝，為軟骨魚綱犁頭鰩目犁頭鰩科弧犁頭鰩屬的其中一種，分布於西印度洋阿曼灣海域，深度0至100公尺，本魚體延長而平扁，吻寬短而呈三角形，寬度為體長的29–33%，長度為寬度的1.3–1.4倍，吻短，鼻孔斜，長度為鼻孔內距的1.2-1.3倍，前鼻瓣延伸至鼻內空間且在吻中部幾乎沒有分離，後鼻瓣非常寬，兩道氣孔褶發育良好，外褶明顯高於內褶，上顎有約86排牙齒，齒細小而多，舖石狀排列。鰓前感覺孔斑明顯，延伸至第一鰓裂，背鰭兩個，位於尾部，第一背鰭在腹鰭基底後方；尾鰭短小，上葉較大，下葉突出，後部無缺刻，背盤呈綠褐色，有密集的白色小眼斑和較淡的深褐色斑點；鼻瓣邊緣呈鮮紅色或橙色；背鰭有白色小斑點；尾鰭每側有兩個大的深色斑點，尾柄上有一對明顯的深色馬鞍斑，體長可達60公分，棲息於沿海至大陸棚海域，為底棲性魚類，肉食性，卵胎生，生活習性不明。